# Jumelle de la Terre
Pour les articles homonymes, voir Expérience de la Terre jumelle.
Ne doit pas être confondu avec planète tellurique.

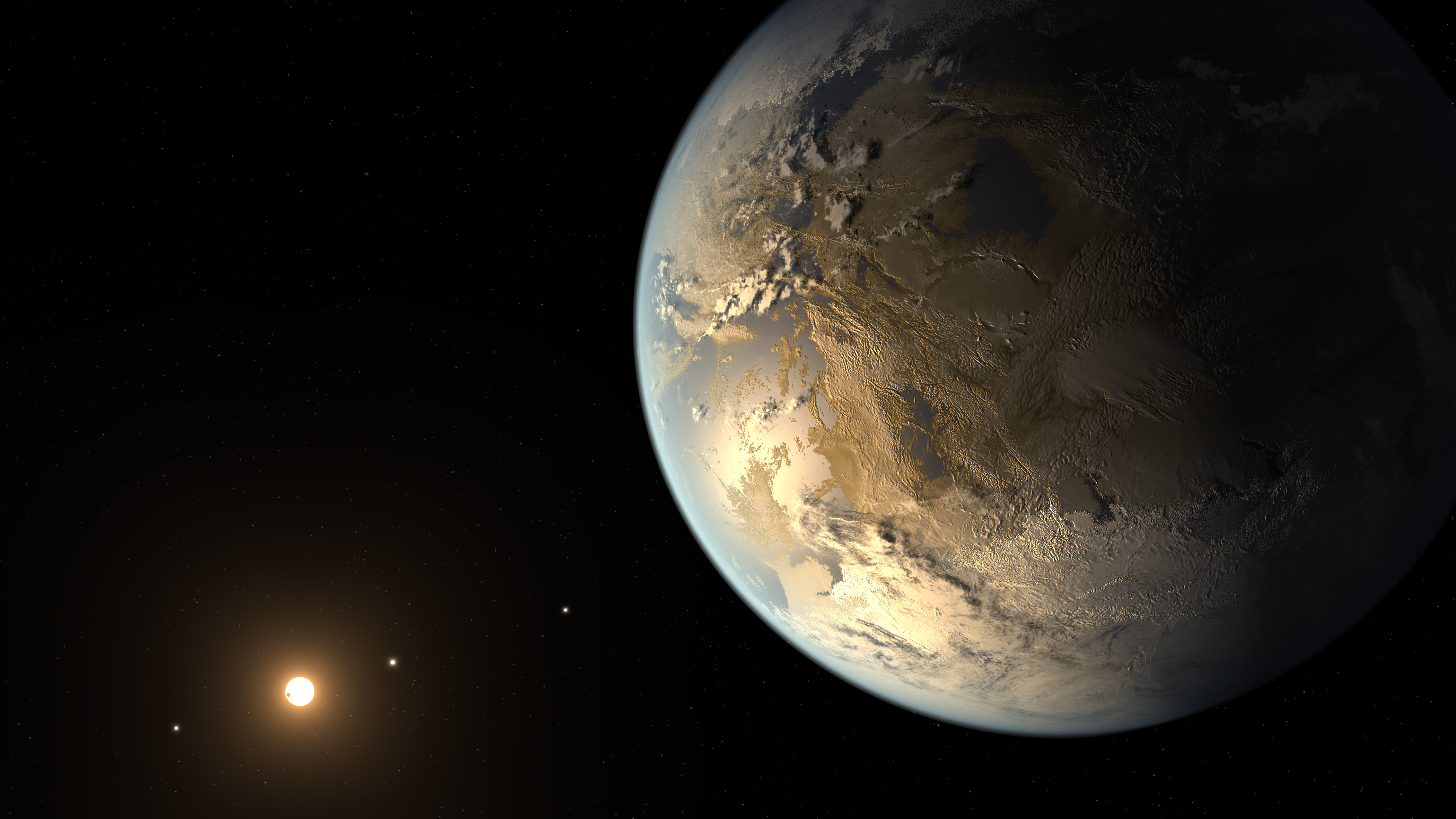
Vue d’artiste représentant Kepler-186 f, une exoplanète qualifiée de Terre jumelle.

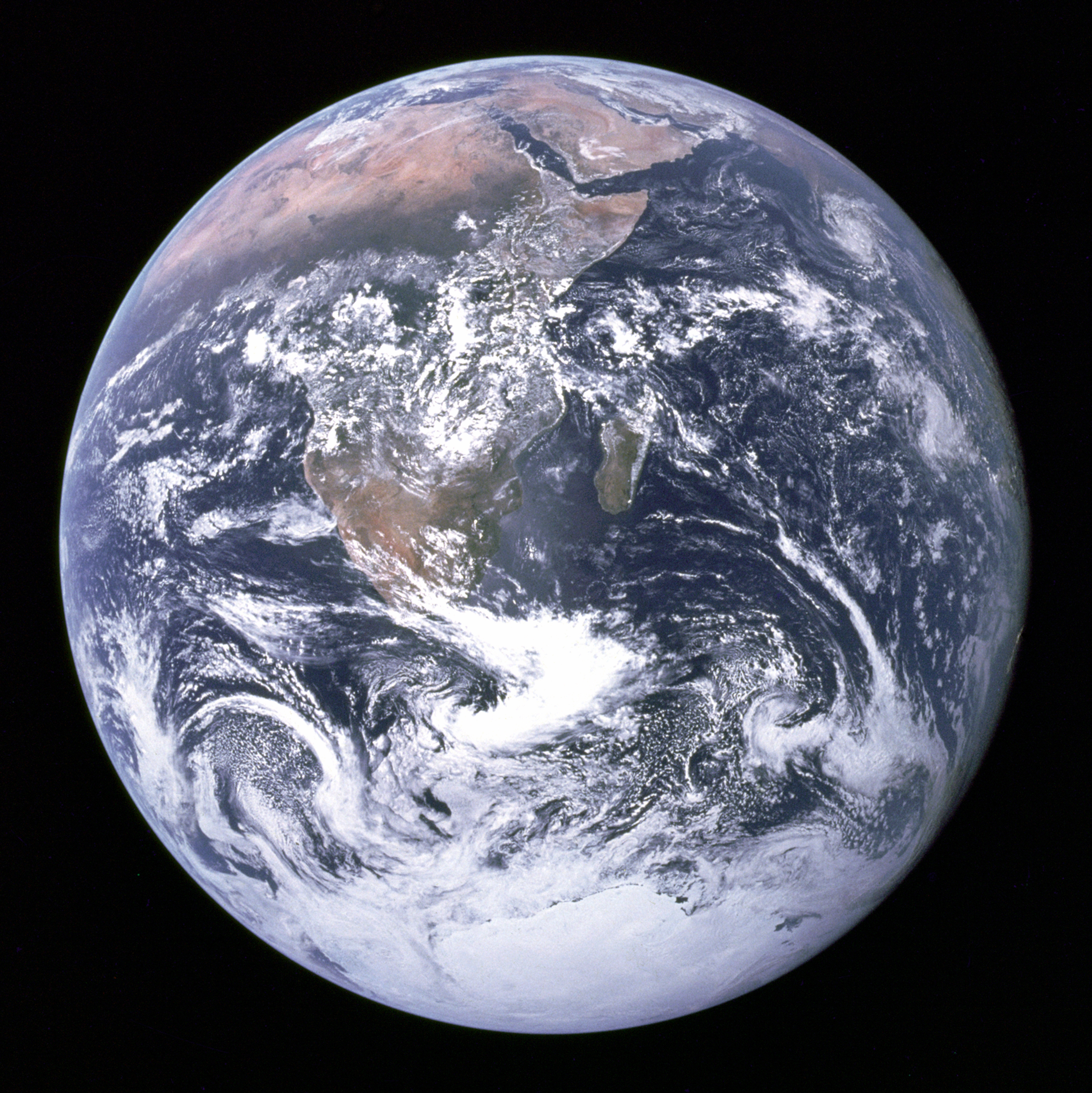
La planète Terre vue depuis Apollo 17.

Une planète analogue à la Terre ou analogue terrestre, (planète) jumelle de la Terre, Terre jumelle, seconde (ou deuxième) Terre, Terre extrasolaire ou exo-Terre, Terre 2 ou Terre 2.0, ou encore planète (de type) terrestre, est une planète ayant des caractéristiques et des conditions semblables à celle de la planète Terre.
En mars 2013, l'exoplanète confirmée rassemblant le plus de similitudes avec la Terre est Kepler-69 c. Elle est d'un diamètre assez proche, située dans la zone dite habitable, d'une étoile de type spectral G, similaire à notre Soleil. Les données dont nous disposons à l'heure actuelle n'éliminent pas la possibilité de vie sur cette planète, mais ne permettent pas davantage de conclure à la réelle existence de forme de vie.
Ensuite, les planètes les plus aptes à faire partie de cette classe sont PSR B1257+12 B, PSR B1257+12 C ; il est cependant impossible que ces corps abritent la vie, vu la condition de leur étoile. Gliese 581 c, planète qui gravite autour de l'étoile Gliese 581, est située très près de notre Système solaire puisqu’elle se trouve à seulement 20,5 années-lumière de celui-ci. Cette planète fait cinq fois la masse de la Terre et elle pourrait contenir de l'eau.

## Critères
Différentes conditions permettent de déterminer si une planète ressemble à la Terre. Généralement, on considère qu’une Terre jumelle est une planète tellurique. On se base ensuite sur des caractéristiques telles que sa taille, la gravité à sa surface, la taille de son étoile et son type (est-elle une jumelle du Soleil ?), la distance et la stabilité de son orbite, l’inclinaison de son axe et sa rotation, sa topographie, ses océans, la composition de son atmosphère et ses conditions météorologiques, sa magnétosphère et même la présence de vie similaire à celle de la Terre. Ces conditions peuvent varier, puisque la Terre n’a pas toujours eu les caractéristiques qu’elle possède maintenant (par exemple, son atmosphère n’a pas toujours été riche en oxygène, provoqué par l’émergence de la vie photosynthétique). La formation, la présence et l’influence de la Lune sur les caractéristiques de la Terre (par exemple, l’énergie marémotrice) peuvent également complexifier la recherche d’une Terre jumelle.[réf. souhaitée]

### Taille

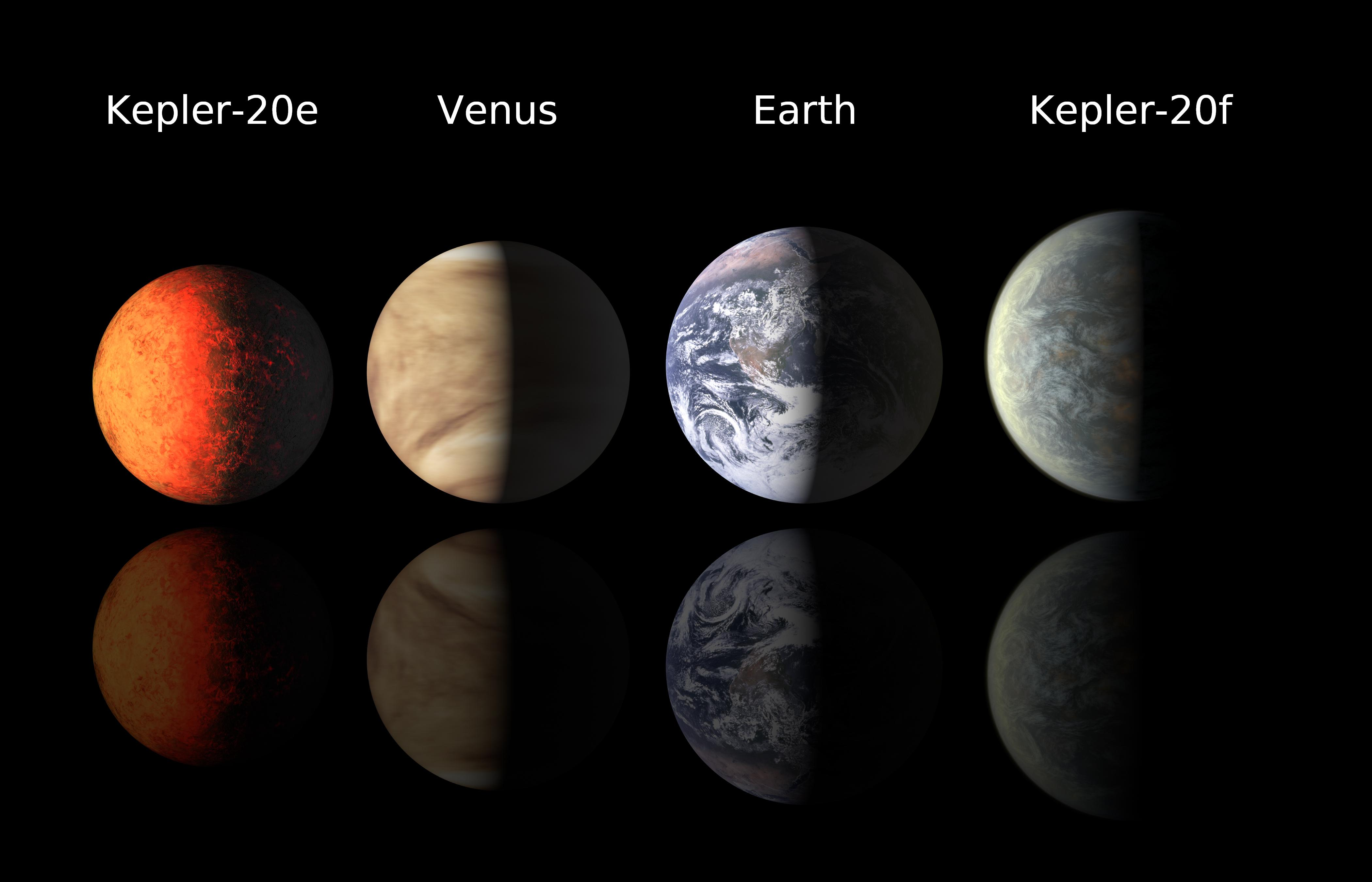
Comparaison de la taille des planètes Kepler-20 e, Vénus, la Terre et Kepler-20 f.

Le rayon et la masse de la planète sont considérés comme étant des critères déterminants dans la recherche d’une Terre jumelle.
Une planète possédant une masse supérieure à deux fois celle de la Terre (la limite varie selon les sources) est catégorisée comme super-Terre (ou méga-Terre au-delà de dix fois la masse terrestre).
| Planète           | Masse relative | Rayon relatif | Remarques                                                                                                   |
| ----------------- | -------------- | ------------- | --- |
| Kepler-69 c       | 0,98           | 1,7           | Température à sa surface trop élevée.                                                                       |
| Kepler-9 d        | > 1,5          | 1,64          | Température à sa surface extrêmement supérieure à celle de la Terre.                                        |
| Kepler-452 b      | ~ 5            | 1,63          | Se situe en zone habitable.                                                                                 |
| CoRoT-7 b         | < 9            | 1,58          | Température à sa surface extrêmement supérieure à celle de la Terre.                                        |
| Kepler-20 f       | < 14,3         | 1,03          | Légèrement plus grande que la Terre, mais beaucoup plus massive.                                            |
| Tau Ceti b        | 2              |               | Température à sa surface extrêmement supérieure à celle de la Terre.                                        |
| Alpha Centauri Bb | 1,1            |               | Planète dont la masse connue est la plus proche de celle de la Terre, mais dont l'existence est contestée,. |
| Kepler-186 f      |                | 1,1           | Se situe en zone habitable.                                                                                 |
| Terre             | 1              | 1             | Se situe en zone habitable.                                                                                 |
| Vénus             | 0,815          | 0,949         | Température à sa surface supérieure à celle de la Terre.                                                    |
| Kepler-20 e       | < 3,08         | 0,87          | Température à sa surface trop élevée.                                                                       |

### Température
Il existe plusieurs façons de déterminer la température à la surface d’une planète, et donc plusieurs mesures permettant de comparer les températures à celles de la Terre, notamment pour des planètes dont les conditions atmosphériques sont encore inconnues.
Pour les planètes sans atmosphère, on utilise la température d’équilibre. Pour celles possédant une atmosphère, on suppose un effet de serre. On compare les températures des planètes à leur surface. Chacune de ces températures est bien sûr affectée par le climat, qui dépend de l’orbite et de la rotation de la planète. Pour les planètes dont l’effet de serre est encore inconnu, on suppose qu’il est semblable à celui de la Terre.
| Nom          | TER  | Température d’équilibre | …avec son effet de serre | …avec l’effet de serre de la Terre | TESR   |
| ------------ | ---- | ----------------------- | ------------------------ | ---------------------------------- | ------ |
| Vénus        | 1,20 | 307 K (34 °C)           | 737 K (464 °C)           | (340 K [67 °C])                    | 2,56   |
| Kepler-452 b | 1,04 | 265 K (−8 °C)           |                          | 298 K (25 °C)                      | (1,03) |
| Kepler-22 b  | 1,03 | 262 K (−11 °C)          |                          | 295 K (22 °C)                      | (1,02) |
| Terre        | 1    | 255 K (−18 °C)          | 288 K (15 °C)            | 288 K (15 °C)                      | 1      |
| Mars         | 0,81 | 206 K (−67 °C)          | 210 K (−63 °C)           | (239 K [−34 °C])                   | 0,73   |

## Nouvelles découvertes
En février 2017, la NASA annonce la découverte d'un système planétaire de sept exoplanètes de la taille de la Terre, dont trois qui se situent dans la zone habitable de leur étoile appelée TRAPPIST-1. Ces planètes pourraient abriter la vie et comme elles orbitent autour d'une naine rouge plus froide que le Soleil, elles sont beaucoup plus proches de leur étoile que la Terre du Soleil. Ces planètes pourraient donc abriter la vie sur la zone crépusculaire si elles présentent toujours la même face à leur étoile comme la Lune à la Terre. Elles pourraient également abriter la vie en cas d'alternance jour-nuit. En revanche, comme elles se trouvent à 40 années-lumière, on ne peut pas les coloniser avec la technologie actuelle. Pour cela, il faudrait que la technologie évolue suffisamment pour s'approcher de la vitesse de la lumière, voire pour recourir à la téléportation.

Représentation d'artiste du système planétaire de TRAPPIST-1, respectant les valeurs relatives des diamètres et des distances à l'étoile, selon deux échelles différentes.